# 聖ミカエル教会 (リューネブルク)
聖ミカエル教会(ドイツ語: St. Michaelis）は、ドイツ・ニーダーザクセン州、リューネブルクにある主な教会の一つである。ブリック・ゴシック様式の建築で1376年から建築され、初めはベネディクト会の修道院だったが、宗教改革中にルーテル教会となった。作曲家のヨハン・ゼバスティアン・バッハはこの教会の附属学校に2年間通っている。